# المسجد الأقصى (ربوة)
المسجد الأقصى بربوة (بالأردية: مسجد اقصی، ربوہ، بالإنجليزية: Aqsa Mosque, Rabwah) هو المسجد الرئيسي والأكبر للجماعة الأحمدية في باكستان. تم وضع حجر الأساس له في 1966. تم افتتاحه في 31 مارس 1972 من قبل رئيس المجتمع العالمي ميرزا ناصر أحمد.
يمكن للمبنى أن يستوعب ما يصل إلى 20 ألف مصلي.